# 南百済村
南百済村（みなみくだらむら）は、大阪府東成郡にあった村。現在の大阪市東住吉区西今川の南部、駒川の南部、中野、針中野、湯里、鷹合、長居公園の東部におおむね該当する。

## 歴史
村名は古代に存在した百済郡に由来する。

### 沿革
- 1879年（明治12年） - 住吉郡平野郷町より中野村が分離。
- 1889年（明治22年）4月1日 - 町村制施行により、住吉郡砂子村、中野村、湯谷島村、鷹合村が合併して南百済村が発足。大字湯谷島に村役場を設置。
- 1896年（明治29年）4月1日 - 郡の統廃合により、所属郡が東成郡に変更。
- 1925年（大正14年）4月1日 - 大阪市に編入され、住吉区砂子町、中野町、湯里町、鷹合町となる。同日南百済村廃止。
- 1929年（昭和4年） - 西今川町、駒川町の新町名が起立。
- 1943年（昭和18年）4月1日 - 分区により、旧村域が東住吉区へ転属。
- 1949年（昭和24年） - 中野通の新町名が起立。
- 1951年（昭和26年） - 東鷹合町、西鷹合町の新町名が起立。
- 1980年（昭和55年） - 西今川、駒川、中野、針中野、湯里、鷹合、長居公園の現行町名を実施。

## 交通

### 鉄道路線
- 南海鉄道（現・南海電気鉄道）
  - 平野線
    - 中野停留場

- 大阪鉄道
  - 本線（現・近鉄南大阪線）
    - 針中野駅

現在は上記の他にOsaka Metro谷町線駒川中野駅が所在するが、当時は未開業。また、現在は南海平野線は廃止されている。

### 道路
現在は旧村域を阪神高速14号松原線が通過するが、当時は未開通。